# Per Johan Wising
Per Johan Wising, född 17 april 1842 i Katarina församling i Stockholm, död 5 december 1912 i Hedvig Eleonora församling i Stockholm, var en svensk läkare, far till Maj von Dardel och morfar till Raoul Wallenberg, Guy von Dardel och Nina Lagergren. 

## Biografi
Per Johan Wising, ibland kallad enbart Per Wising, var son till sjökaptenen Carl Michael Wising och Cornelia Söderberg. Wising blev student vid Uppsala universitet 1859, medicine kandidat 1864 och medicine licentiat 1869. Åren 1867–69 tjänstgjorde han som stipendiat i flottan på flera långväga expeditioner. Han blev 1871 docent i medicin vid Karolinska institutet, sedan han utgivit avhandlingen Till kännedomen om balantidium coli hos människan och promoverats till medicine doktor, och utnämndes 1879 till e.o. professor i medicin vid Karolinska institutet. Åren 1887–90 var han Malmstensk professor i neurologi. Wising utövade en synnerligen omfattande praktik och publicerade ett stort antal vetenskapliga avhandlingar. 
Han gifte sig 1880 med Sofie Henriette Benedicks (1853–1931).